# Натан Нгой
Натан Нгой (нід. Nathan Ngoy, нар. 10 червня 2003, Брюссель, Бельгія) — бельгійський футболіст конголезького походження, захисник французького клубу «Лілль».

## Ігрова кар'єра

### Клубна
Натан Нгой починав займатися футболом в академії столичного клубу «Андерлехт» та в 2019 році перебрався до молодіжної команди льєжского «Стандарда». 22 травня 2021 року футболіст дебютував на професійному рівні. Новий контрактз клубом Нгой продовжив до 2024 року.
В липні 2025 року Нгой перейшов до французького «Лілля», з яким підписав чотирирічний контракт.

### Збірна
Маючи конголезьке походження, Натан Нгой з 2018 року почав виступати за юнацькі збірні Бельгії.